# Bob Carmichael
Robert Carmichael, detto Bob (Melbourne, 4 luglio 1940 – Melbourne, 18 novembre 2003), è stato un tennista e allenatore di tennis australiano.

## Carriera
Ha cominciato a giocare a tennis all'inizio degli anni sessanta e nel corso della sua carriera, conclusasi nel 1979, ha vinto un titolo in singolare e dodici nel doppio maschile.
Nei tornei dello Slam ha raggiunto due quarti di finale in singolare (Australian Open 1973 e Torneo di Wimbledon 1970) e una finale nel doppio in coppia con Allan Stone.
È stato uno dei membri fondatori dell'ATP e ha intrapreso per breve tempo la carriera da allenatore seguendo tra gli altri Pat Rafter.
Muore a Melbourne nel novembre 2003, lasciando la moglie Teresa e il figlio Lewis.

## Statistiche

### Singolare

#### Vittorie (1)
| Numero | Anno | Torneo                  | Superficie | Avversario in finale | Punteggio     |
| 1.     | 1971 | Heineken Open, Auckland | Cemento    | Allan Stone          | 7-6, 7-6, 6-3 |

### Doppio

#### Vittorie (12)
| Numero | Anno | Torneo                                            | Superficie  | Compagno       | Avversari in finale            | Punteggio               |
| 1.     | 1970 | ATP Buenos Aires, Buenos Aires                    | Terra rossa | Ray Ruffels    | Željko Franulović Jan Kodeš    | 7–5, 6–2, 5–7, 6–7, 6–3 |
| 2.     | 1971 | Heineken Open, Auckland                           | Cemento     | Ray Ruffels    | Brian Fairlie Raymond Moore    | 6–3, 6–7, 6–4, 4–6, 6–3 |
| 3.     | 1971 | South Orange Open, South Orange                   | Cemento     | Tom Leonard    | Clark Graebner Erik Van Dillen | 6–4, 4–6, 6–4           |
| 4.     | 1972 | Toronto Indoor, Toronto                           | Sintetico   | Ray Ruffels    | Roy Emerson Rod Laver          | 6–4, 4–6, 6–4           |
| 5.     | 1972 | Quebec WCT, Québec                                | Indoor      | Ray Ruffels    | John Alexander Terry Addison   | 4–6, 6–3, 7–5           |
| 6.     | 1973 | Tanglewood International Tennis Classic, Clemmons | Cemento     | Frew McMillan  | Ismail El Shafei Brian Fairlie | 6–3, 6–4                |
| 7.     | 1973 | U.S. Men's Clay Court Championships, Indianapolis | Terra rossa | Frew McMillan  | Manuel Orantes Ion Țiriac      | 6–3, 6–4                |
| 8.     | 1973 | Quebec WCT, Québec (2)                            | Indoor      | Frew McMillan  | Jimmy Connors Marty Riessen    | 6–2, 7–6                |
| 9.     | 1975 | ATP Auckland, Auckland (2)                        | Erba        | Ray Ruffels    | Brian Fairlie Onny Parun       | 7–6, Rit.               |
| 10.    | 1976 | Japan Open Tennis Championships, Tokyo            | Terra rossa | Ken Rosewall   | Ismail El Shafei Brian Fairlie | 6–4, 6–4                |
| 11.    | 1976 | Indian Open, Bangalore                            | Terra rossa | Ray Ruffels    | Chiraid Mukherjea Bhanu Nunna  | 6–2, 7–6                |
| 12.    | 1978 | Swedish Open, Båstad                              | Terra rossa | Mark Edmondson | Péter Szőke Balázs Taróczy     | 7–5, 6–4                |